# Traje de chulapa

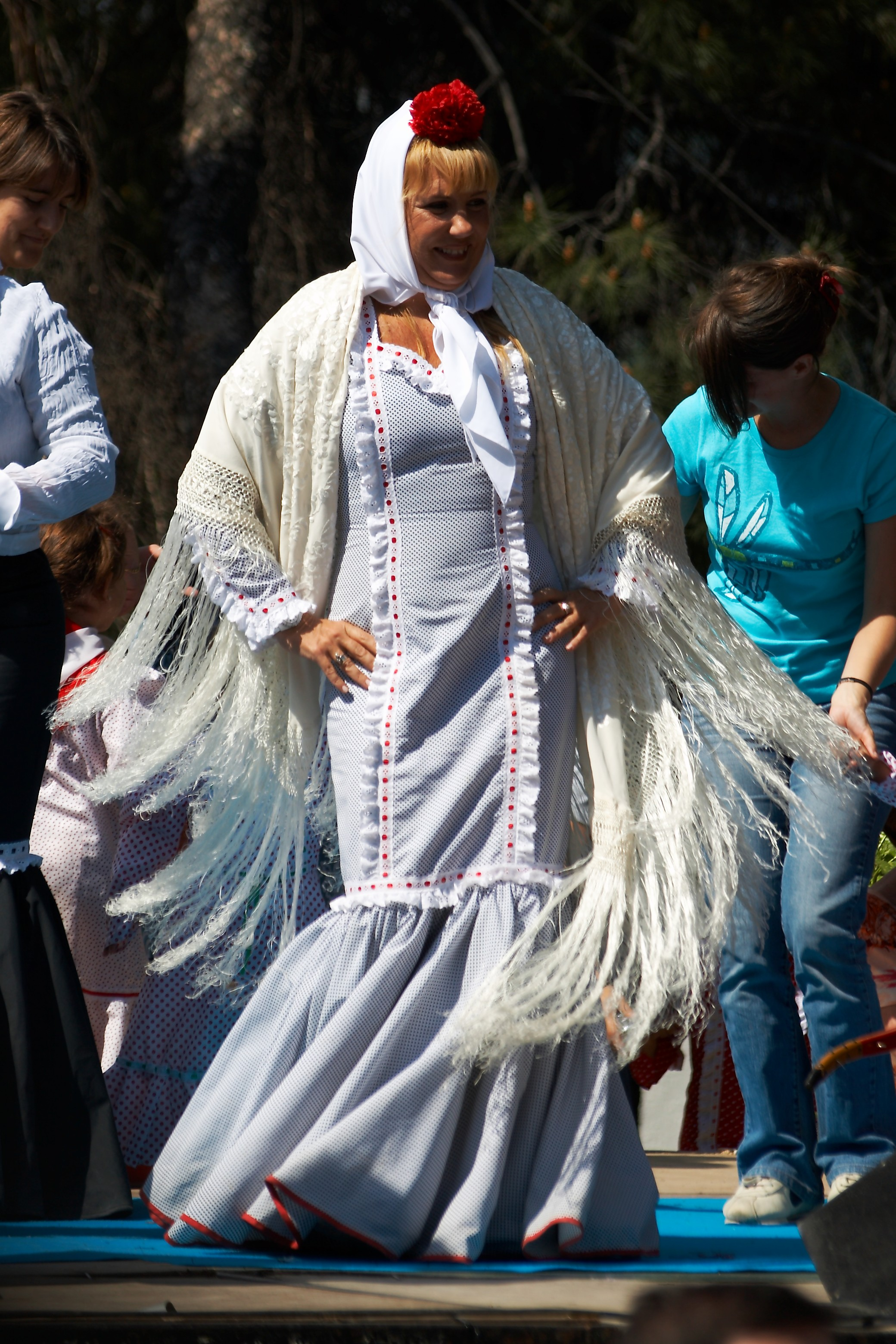
Traje tradicional de Madrid.

El traje de chulapa (chula madrileña) es el típico de fines del siglo XIX en Madrid. Actualmente, el día de San Isidro es una buena ocasión de ver "manolas" vestidas con él.
Consta de falda larga ceñida en las caderas y con amplio vuelo en el bajo, realzado a veces por gran volante inferior; mangas de farol en el cuerpo o blusa, estrecha por abajo, y sobre los hombros el rico mantón de manila, de seda, bordados de colores y amplios flecos; o el «alfombrado» de lana o con dibujo cachemir; u otro más sencillo y menos pretencioso el del crespón negro liso, sin más adorno que el rebolotero de sus flecos. El vestido ceñido de lunares hasta los pies, es una evolución de la falda.
El Madrid castizo, en sus verbenas, se visten de chulapas las mozas. Sus trajes son muy variados, respecto a telas lo habitual es que sean de lunares, pero muchas utilizan color liso, estampadas o cuadros. El corte es entallado hasta encima de la rodilla, luego un volante de media capa cubriendo el tobillo. El cuerpo lleva una pechera con tiras de entredós y una cinta metida por ella, al igual que en la costura del volante. En la cabeza lleva un pañuelo blanco atado adelante y con un clavel encima de la cabeza.